# Kanburi-Bambusotter
Die Kanburi-Bambusotter (Trimeresurus kanburiensis) ist eine Vipernart aus der Gattung der Bambusottern, die in Thailand endemisch ist.

## Merkmale

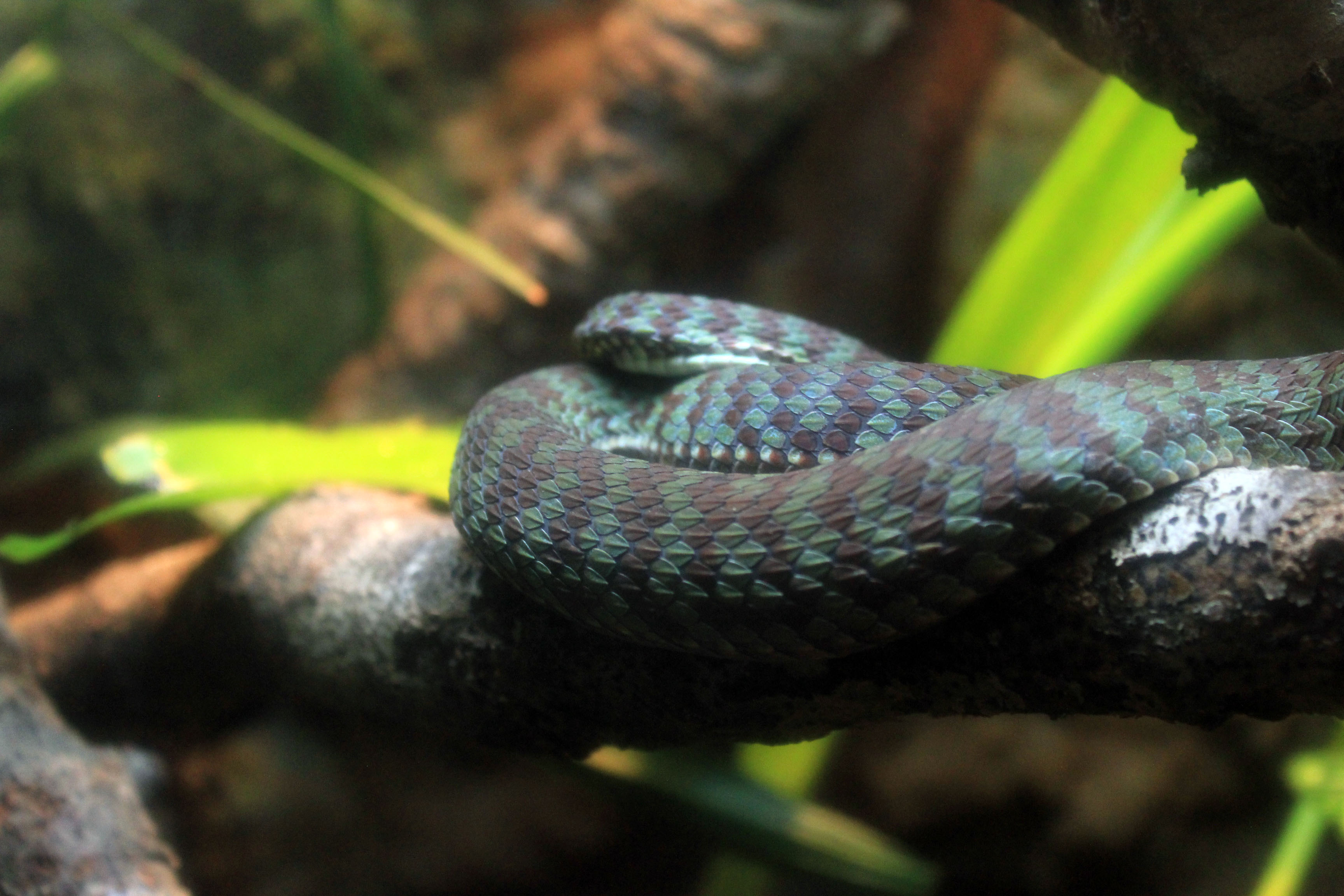

Die Kanburi-Bambusotter hat eine maximale Kopf-Rumpf-Länge von  58,2 cm. Ihre Körperfarbe ist dorsal olivfarben bis grau mit dunklen, olivfarbenen bis braunen Querbändern. Ventral ist die Körperfarbe weißlich. Am Kopf befindet sich bei Männchen ein geradliniger, suborbitaler Streifen. Die Beschuppung weist 170 bis 178 Ventralia (Bauchschuppen) auf und 59 Subcaudalia (Unterschwanzschuppen) bei Männchen bzw. 41 bis 51 bei Weibchen.
Die Kanburi-Bambusotter lässt sich durch ihre Färbung leicht von den meisten anderen Bambusottern unterscheiden. Zwei ähnliche, ebenfalls in Thailand vorkommende Arten sind jedoch die Bunte Bambusotter (T. venustus) und die Kui-Buri-Bambusotter (T. kuiburi), die beide ebenfalls Querbänder aufweisen. Das Verbreitungsgebiet der erst 2021 beschriebenen Kui-Buri-Bambusotter befindet sich jedoch etwa 300 km weiter südöstlich und das der Bunten Bambusotter noch einmal etwa 180 km weiter südlich.
| Merkmal                          | T. kanburiensis                                                 | T. kuiburi                         | T. venustus                        |
| -------------------------------- | --------------------------------------------------------------- | ---------------------------------- | ---------------------------------- |
| Max. Kopf-Rumpf-Länge (mm)       | 582                                                             | 451                                | 486                                |
| Ventralia                        | 170–178                                                         | 164–171                            | 166–181                            |
| Subcaudalia                      | 59 (m) 41–51 (w)                                                | 63–65 (m) 51–53 (w)                | 63–72 (m) 50–66 (w)                |
| Suborbitaler Streifen (Männchen) | gerade                                                          | konkav                             | gerade                             |
| Dorsale Körperfarbe              | olivfarben/grau mit dunklen, olivfarbenenen bis braunen Bändern | dunkelgrün mit dunkelroten Bändern | dunkelgrün mit dunkelroten Bändern |
| Ventrale Körperfarbe             | weißlich                                                        | blassgrün                          | blassgrün                          |

## Lebensweise
Die Kanburi-Bambusotter ist wie andere Vipern giftig. Sie lebt teilweise baumbewohnend und ist ovovivipar (ei-lebendgebärend).

## Vorkommen
Das Verbreitungsgebiet der Kanburi-Bambusotter erstreckt sich über den Westen und Süden Thailands. Möglicherweise kommt sie auch im nahgelegenen Kayin-Staat in Myanmar vor. Ihr Lebensraum sind Bambuswälder bis in etwa 600 Meter Höhe.

## Gefährdung und Schutz
Die Weltnaturschutzunion (IUCN) stuft die Art als stark gefährdet (endangered) ein und den Populationstrend als unbekannt. Ihr Verbreitungsgebiet wird mit etwas mehr als 3000 km² angegeben. Die Anzahl adulter Tiere nimmt durch die Entnahme für den illegalen, internationalen Haustierhandel stetig ab. Der Export aus Thailand für den Tierhandel ist verboten. Die Art kommt auch in Naturschutzgebieten wie dem Nationalpark Sai Yok vor.

## Systematik
Die Kanburi-Bambusotter ist eine Art aus der Gattung der Bambusottern innerhalb der Unterfamilie der Grubenottern. Sie wurde 1943 von dem britischen Zoologen Malcolm Arthur Smith wissenschaftlich erstbeschrieben. Als Typenfundort sind Kalksteinhügel bei Kanburi in der thailändischen Provinz Kanchanaburi angegeben. Das Artepitheton kanburiensis bezieht sich somit auf diese Typuslokalität. Von Malhotra & Thorpe wurde die Art 2004 der Gattung Cryptelytrops zugeordnet, doch einige andere Autoren verwendeten später auch wieder die Gattung Trimeresurus. In der Vergangenheit wurde T. kanburiensis auch als Synonym von T. venustus angesehen, sodass sich einige Literaturangaben über T. kanburiensis auf T. venustus beziehen können.